# 스미요시토리이마에 정류장
스미요시토리이마에 정류장(일본어: 住吉鳥居前停留場, すみよしとりいまえていりゅうじょう)은 일본 오사카부 오사카시 스미요시구에 있는 한카이 전기 궤도의 정류장이다. 역 번호는 HN12이다.

## 역사
- 1911년 12월 1일: 한카이 전기 궤도(구)의 개업.
- 1915년 6월 21일: 회사 합병으로 난카이 철도의 정거장이 됨.
- 1944년 6월 1일: 회사 합병으로 긴키 닛폰 철도의 정거장이 됨.
- 1947년 6월 1일: 노선 양도로 인하여 난카이 전기철도 정거장이 됨.
- 1980년 12월 1일: 노선 양도로 한카이 전기 궤도의 정거장이 됨.

## 정류장 구조
상대식 승강장 2면 2선의 교차점을 끼고 빗형 건너편에 배치되어 있다. 병용 궤도 구간에 있어 도로 상에 안전 지대가 마련되어 있다.

## 역 주변
- 스미요시다이샤
- 스미요시 공원
- 스미요시다이샤마에 우체국

## 인접역
| 한카이 전기 궤도 ■ 한카이 선 | 한카이 전기 궤도 ■ 한카이 선 | 한카이 전기 궤도 ■ 한카이 선          |
| ---------------------------- | ---------------------------- | ------------------------------------- |
| 스미요시 HN10 에비스초 방면  |                              | 호소이가와 HN13 하마데라에키마에 방면 |